# Chu Tự Tề

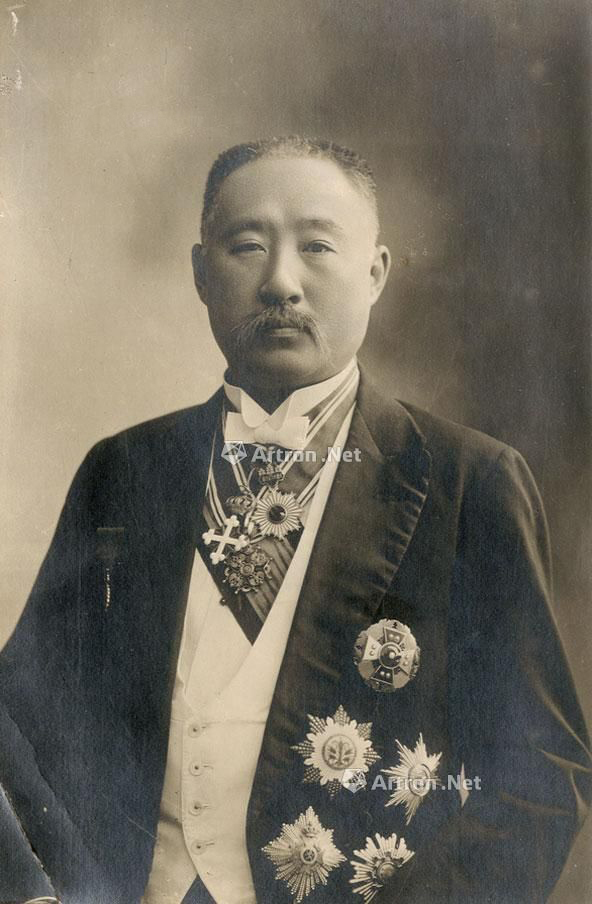
Chu Tự Tề

Chu Tự Tề (tiếng Trung: 周自齊; Wade–Giles: Chou Tzu-ch'i, 1871–1923) là một chính trị gia cuối đời nhà Thanh và đầu thời Dân Quốc. Ông cũng là một thành viên Giao thông hệ.

## Tiểu sử
Ông sinh ra tại Quảng Châu và nói được cả tiếng Quảng Đông và Quan thoại, nhưng về sau về sống tại quê cũ Sơn Đông. Ông du học tại Đại học Columbia, Hoa Kỳ. Sau khi trở về Trung Hoa, ông thành lập Đại học Thanh Hoa để chuẩn bị kiến thức Anh ngữ, khoa học và toán học cho các sinh viên muốn du học Hoa Kỳ, trong khi ông phụ trách gửi sinh viên đi Mỹ học tập. Ông cũng từng là Hiệu trưởng của trường năm 1911.
Khi làm Đốc quân Sơn Đông, ông ủng hộ Viên Thế Khải khôi phục đế chế vì ông tin rằng người Trung Hoa, với 98% dân số mù chữ, chưa sẵn sàng để tự quyết định các quyết sách quốc gia. Chỉ có các chính trị gia mới có thể cai trị đất nước, đem lại sự ổn định cho quốc qia. Về sau ông từng giữ các chức vụ: Thống đốc Ngân hàng Trung Hoa, Tổng trưởng Giao thông, Tổng trưởng Quân vụ, Tổng trưởng Tài chính, Tổng trưởng Nông Thương, và Chánh thanh tra Diêm vụ (muối).
Ông cũng giúp tiết lộ thông tin về yêu sách 21 điều của Đế quốc Nhật Bản cho báo giới. Chu có thể cũng từng mời nhà khoa học chính trị Frank Johnson Goodnow của Đại học Columbia biện hộ cho chế độ quân chủ tại Trung Hoa.
Trong thời kỳ Viên khôi phục đế chế, ông được cử làm đặc sứ sang Nhật. Chính phủ Nhật dưới quyền Okuma Shigenobu từ chối tiếp ông và ông phải trở về thông báo với Viên rằng chính phủ của ông ta đã mất sự ủng hộ của ngoại bang. Năm 1916, Chu trốn sang Nhật sau khi Tổng thống Lê Nguyên Hồng ra lệnh bắt giữ 8 nhân vật cao cấp trong chính quyền của Viên. Ông trở về Trung Hoa sau khi lệnh này được bãi bỏ vào tháng 2 năm 1918.
Năm 1915, ông khởi xướng Ngày Trồng cây, vẫn còn tồn tại đến ngày nay tại Đài Loan (người ta chỉ đổi ngày lễ này từ ngày Thanh minh sang ngày mất của Tôn Dật Tiên, 12 tháng 3). Năm 1916, ông bị kết tội "phản bội Dân Quốc" và bị truy nã vì ủng hộ đế chế của Viên Thế Khải, và tị nạn tại Nhật Bản. Năm 1918, ông được Tổng thống Phùng Quốc Chương tha bổng. Năm 1920, ông được bổ nhiệm Tổng trưởng Tài chính.
Là Tổng trưởng Tài chính của Từ Thế Xương, ông thất bại trong một cuộc tranh chấp quyền lực với Thủ tướng Cận Vân Bằng năm 1921 và buộc phải từ chức. Để báo thù, ông thuyết phục Trương Tác Lâm thay thế Cận bằng Lương Sĩ Di, thủ lĩnh Giao thông hệ. Về sau ông làm Quyền Thủ tướng rồi Quyền Tổng thống trong một thời gian ngắn sau khi Từ từ chức năm 1922. Chức Tổng thống của ông, với nhiệm kì ngắn ngủi nhất trong lịch sử Trung Hoa, chỉ là lâm thời vì phe Trực Lệ muốn đưa Lê Nguyên Hồng trở lại ngôi vị Tổng thống. Than phiền về sự can thiệp của Trực hệ, ông sang Mỹ nghiên cứu điện ảnh rồi trở về Trung Hoa mở một studio. Ông mất vào năm sau.
Vợ ông bị Hồng vệ binh chặt đầu tại nhà của bà ở Bắc Kinh trong Cách mạng Văn hóa. Con gái thứ tư của bà bị buộc phải chứng kiến và rồi trở nên mất trí.